# Кубок России по шахматам
Кубок России по шахматам — система региональных российских турниров, имеющих статус этапов Кубка, и финального турнира – отдельно для мужчин и для женщин. Проводится Федерацией шахмат России.

## История
Идея проведения Кубка России по шахматам была выдвинута в середине 1990-х Андреем Макаровым, который в то время занимал пост президента Российской шахматной федерации. Финал первого Кубка был проведён в 1997 году в Сочи после двухлетнего отборочного цикла. В дальнейшем отборочные этапы стали проходить в течение одного года. Изначально финалы Кубка России проходили по круговой системе, со временем была она была заменена на нокаут-систему.
До 2013 года включительно к борьбе за Кубок России по шахматам допускались как российские, так и иностранные спортсмены. Так, первым обладателем Кубка стал украинский шахматист, офицер Черноморского флота Владимир Маланюк. Однако с 2014 года по требованию Министерства спорта Российской Федерации зарубежные шахматисты утратили возможность участия в финале соревнования.
С 1998 года Кубок России по шахматам стал разыгрываться и среди женщин. Первоначально финал женского Кубка проводился раз в два года по швейцарской либо круговой системам, но начиная с 2008 года, финалы женских соревнований стали проходить одновременно с мужскими по нокаут-системе.

## Регламент финала
Финальные турниры на Кубок России проводятся по нокаут-системе при 16 участниках у мужчин и 8 у женщин. Начиная с 2012 года, финальные соревнования традиционно проходят в Ханты-Мансийске, до этого финалы проводились в различных городах России.
На каждом этапе соперники играют две партии с контролем времени 90 минут до конца с добавлением 30 секунд на ход, начиная с первого, каждому участнику. Участникам запрещается вступать в переговоры о ничьей до 40-го хода включительно.
В случае равного счета во всех раундах играются две партии по быстрым шахматам с контролем 15 минут до конца плюс 10 секунд на ход, начиная с первого. При ничейном счете играется одна решающая партия с контролем 5 минут белым и 4 минуты черным с добавлением 3 секунд на ход, начиная с 61-го хода. Цвет фигур выбирает игрок, вытянувший жребий. В случае ничьей победителем считается участник, игравший черными. Матч за 3-е место не проводится, бронзовые награды получают участники, уступившие в полуфиналах.

## Победители и призёры

### Победители и призёры среди мужчин
| №  | Дата проведения                                                                    | Место проведения              | Победитель          | Серебряный призёр | Примечания |
| -- | ---------------------------------------------------------------------------------- | ----------------------------- | ------------------- | --- | --- |
| 1  | 1997                                                                               | Сочи                          | Владимир Маланюк    | Валерий Филиппов | Турнир проходил по круговой системе; бронзовый призёр — Андрей Харитонов, набравший 6,5 очков с В. Филипповым, но уступивший последнему по дополнительным показателям |
| 2  | август 1998                                                                        | Самара                        | Александр Морозевич | Вадим Звягинцев | А. Морозевич и В. Звягинцев набрали по 7 очков из 11, но по дополнительным показателям победителем был признан Александр Морозевич; бронзовый призёр — Валерий Филиппов |
| 3  | 1999                                                                               | Екатеринбург                  | Павел Коцур         | Станислав Войцеховский | Бронзовый призёр — Александр Голощапов |
| 4  | август 2000                                                                        | Элиста                        | Сергей Волков       | Александр Ластин | Бронзовые призёры — Александр Грищук, Евгений Наер, Юрий Круппа и Юрий Балашов |
| 5  | 1—11 октября 2001                                                                  | Казань                        | Валерий Филиппов    | Валерий Попов | Бронзовый призёр — Александр Ваулин |
| 6  | 6—14 октября 2002                                                                  | Нефтеюганск                   | Павел Смирнов       | Алексей Корнев | Бронзовый призёр — Владимир Бурмакин |
|    | В 2003 году было проведено 2 отборочных этапа, после чего Кубок России был отменён |                               |                     | | |
| 7  | 2004                                                                               | Лужки, Московская область     | Артём Ильин         | Фаррух Амонатов | Турнир проходил по нокаут-системе; результат финального матча 2,5:1,5; бронзовые призёры — Михаил Кобалия и Эрнесто Инаркиев |
| 8  | ноябрь 2005                                                                        | Раменское, Московская область | Денис Хисматуллин   | Александр Ластин | Турнир проходил по нокаут-системе; результат финального матча 2:1; бронзовые призёры — Павел Малетин и Павел Смирнов |
| 9  | 5—18 ноября 2006                                                                   | Удельная, Московская область  | Константин Сакаев   | Игорь Курносов | Турнир проходил по нокаут-системе; результат финального матча 1,5:0,5 |
| 10 | 5—16 ноября 2007                                                                   | Серпухов                      | Артём Тимофеев      | Вадим Звягинцев | Турнир проходил по нокаут-системе; результат финального матча 1,5:0,5 |
| 11 | 4—17 ноября 2008                                                                   | Серпухов                      | Никита Витюгов      | Борис Савченко | Турнир проходил по нокаут-системе; результат финального матча 1,5:0,5 |
| 12 | 3—12 ноября 2009                                                                   | Санкт-Петербург               | Евгений Бареев      | Ян Непомнящий | Турнир проходил по нокаут-системе; результат финального матча 2,5:1,5 |
| 13 | 6—16 ноября 2010                                                                   | Белгород                      | Завен Андриасян     | Артём Тимофеев | Турнир проходил по нокаут-системе; результат финального матча 2,5:1,5 |
| 14 | 12—20 ноября 2011                                                                  | Магнитогорск                  | Вадим Звягинцев     | Денис Хисматуллин | Турнир проходил по нокаут-системе; результат финального матча 1,5:0,5 |
| 15 | 3—11 декабря 2012                                                                  | Ханты-Мансийск                | Бартош Соцко        | Денис Хисматуллин | Турнир проходил по нокаут-системе; результат финального матча 1,5:0,5 |
| 16 | 11—19 декабря 2013                                                                 | Ханты-Мансийск                | Дмитрий Яковенко    | Владимир Федосеев | Турнир проходил по нокаут-системе; результат финального матча 1,5:0,5 |
| 17 | 16—24 ноября 2014                                                                  | Ханты-Мансийск                | Дмитрий Яковенко    | Максим Матлаков | Турнир проходил по нокаут-системе; результат финального матча 1,5:0,5 |
| 18 | 4—12 декабря 2015                                                                  | Ханты-Мансийск                | Иван Букавшин       | Дмитрий Кокарев | Турнир проходил по нокаут-системе; результат финального матча 1,5:0,5 |
| 19 | 4—13 декабря 2016                                                                  | Ханты-Мансийск                | Дмитрий Яковенко    | Дмитрий Кокарев | Турнир проходил по нокаут-системе; результат финального матча 1,5:0,5; бронзовые призёры — Санан Сюгиров и Денис Хисматуллин |
| 20 | 4—13 декабря 2017                                                                  | Ханты-Мансийск                | Дмитрий Яковенко    | Дмитрий Кокарев | Турнир проходил по нокаут-системе; результат финального матча 1,5:0,5; бронзовые призёры — Дмитрий Гордиевский и Евгений Шапошников |
| 21 | 4—13 декабря 2018                                                                  | Ханты-Мансийск                | Кирилл Алексеенко   | Давид Паравян | Турнир проходил по нокаут-системе; результат финального матча 3:1; бронзовые призёры — Алексей Сорокин и Дмитрий Кокарев |
| 22 | 4—13 декабря 2019                                                                  | Ханты-Мансийск                | Санан Сюгиров       | Алексей Сарана | Турнир проходил по нокаут-системе; результат финального матча 2:0; бронзовые призёры — Стефан Погосян и Максим Чигаев |
| 23 | 29 ноября — 9 декабря 2020                                                         | Ханты-Мансийск                | Алексей Сарана      | Финал Кубка России среди мужчин был отменён из-за пандемии COVID-19. Обладатель Кубка был определён по итогам XVI Кубка Губернатора Югры, ставшего заключительным этапом в серии соревнований за Кубок России, (прошёл 29 ноября — 9 декабря по швейцарской системе); 2—5 место с 6,5 очками поделили 4 шахматиста, по дополнительным показателям серебряным призёром стал Иван Бочаров, «бронзу» завоевал Вадим Звягинцев, Дмитрий Бочаров и Жамсаран Цыдыпов заняли 4 и 5 места соответственно | Финал Кубка России среди мужчин был отменён из-за пандемии COVID-19. Обладатель Кубка был определён по итогам XVI Кубка Губернатора Югры, ставшего заключительным этапом в серии соревнований за Кубок России, (прошёл 29 ноября — 9 декабря по швейцарской системе); 2—5 место с 6,5 очками поделили 4 шахматиста, по дополнительным показателям серебряным призёром стал Иван Бочаров, «бронзу» завоевал Вадим Звягинцев, Дмитрий Бочаров и Жамсаран Цыдыпов заняли 4 и 5 места соответственно |
| 23 | 28 ноября — 6 декабря 2021                                                         | Ханты-Мансийск                | Алексей Сарана      | Даниил Линчевский | Турнир проходил по нокаут-системе; результат финального матча 1,5:0,5; бронзовые призёры — Алексей Придорожный и Артём Тимофеев |
| 24 | 28 ноября — 8 декабря 2022                                                         | Ханты-Мансийск                | Борис Грачёв        | Алексей Гоганов | Турнир проходил по нокаут-системе; результат финального матча 2:0; бронзовые призёры — Никита Петров и Жамсаран Цыдыпов |
| 25 | 4—13 декабря 2023                                                                  | Ханты-Мансийск                | Алексей Придорожный | Вадим Звягинцев | Турнир проходил по нокаут-системе; финальный матч закончился вничью, победитель был определён по итогам «Армагеддона» Бронзовые призёры — Алексей Гребнев и Арсений Нестеров |
| 26 | 10—19 декабря 2024                                                                 | Ханты-Мансийск                | Вадим Звягинцев     | Жамсаран Цыдыпов | Турнир проходил по нокаут-системе; результат финального матча 1,5:0,5; бронзовые призёры — Никита Афанасьев и Илья Ильюшёнок |

### Победители и призёры среди женщин
| №  | Дата проведения            | Место проведения           | Победитель           | Серебряный призёр     | Примечания |
| -- | -------------------------- | -------------------------- | -------------------- | --------------------- | --- |
|    | 1998                       |                            | Татьяна Степовая     |                       | Турнир проходил по швейцарской системе |
| 1  | 2000                       | Орёл                       | Татьяна Шумякина     | Татьяна Грабузова     | Турнир проходил по круговой системе; бронзовый призёр — Ирина Славина |
| 2  | 16—27 июля 2002            | Копейск                    | Татьяна Шумякина     | Татьяна Молчанова     | Турнир проходил по круговой системе; бронзовый призёр — Ольга Зимина, набравшая одинаковое количество очков с Т. Молчановой, но уступившая последней по дополнительным показателям |
| 3  | 13—24 ноября 2004          | Воронеж                    | Анна Душенок         | Наталья Погонина      | Турнир проходил по круговой системе; Бронзовый призёр — Екатерина Убиенных |
| 4  | 17—19 ноября 2006          | Доброе, Московская область | Зоя Северюхина       | Ирина Василевич       | Турнир проходил по круговой системе; Бронзовый призёр — Мария Фоминых |
| 5  | 17—19 ноября 2008          | Серпухов                   | Светлана Матвеева    | Валентина Гунина      | Турнир проходил по нокаут-системе; результат финального матча 2:0 |
| 6  | 3—12 ноября 2009           | Санкт-Петербург            | Татьяна Степовая     | Ирина Турова          | Турнир проходил по нокаут-системе; результат финального матча 3:2 |
| 6  | 6—16 ноября 2010           | Белгород                   | Ирина Турова         | Баира Кованова        | Турнир проходил по нокаут-системе; результат финального матча 3:2 |
| 7  | 12—18 ноября 2011          | Магнитогорск               | Анастасия Боднарук   | Варвара Саулина       | Турнир проходил по нокаут-системе; результат финального матча 2:0 |
| 7  | 3—9 ноября 2012            | Ханты-Мансийск             | Александра Горячкина | Ольга Гиря            | Турнир проходил по нокаут-системе; результат финального матча 1,5:0,5 |
| 8  | 11—17 декабря 2013         | Ханты-Мансийск             | Анастасия Боднарук   | Маргарита Щепеткова   | Турнир проходил по нокаут-системе; результат финального матча 1,5:0,5 |
| 9  | 16—22 ноября 2014          | Ханты-Мансийск             | Ольга Гиря           | Анастасия Боднарук    | Турнир проходил по нокаут-системе; результат финального матча 1,5:0,5 |
| 10 | 4—10 декабря 2015          | Ханты-Мансийск             | Александра Горячкина | Алина Бивол           | Турнир проходил по нокаут-системе; результат финального матча 1,5:0,5 |
| 11 | 4—11 декабря 2016          | Ханты-Мансийск             | Анастасия Боднарук   | Ольга Гиря            | Турнир проходил по нокаут-системе; результат финального матча 3:2; бронзовые призёры — Александра Оболенцева и Дарья Пустовойтова                                                  |
| 12 | 4—11 декабря 2017          | Ханты-Мансийск             | Баира Кованова       | Елена Томилова        | Турнир проходил по нокаут-системе; результат финального матча 1,5:0,5.; бронзовые призёры — Дина Беленькая и Сандугач Шайдуллина                                                   |
| 13 | 4—11 декабря 2018          | Ханты-Мансийск             | Марина Гусева        | Полина Шувалова       | Турнир проходил по нокаут-системе; результат финального матча 1,5:0,5.; бронзовые призёры — Ольга Гиря и Дарья Чарочкина                                                           |
| 13 | 5—10 декабря 2019          | Ханты-Мансийск             | Оксана Грицаева      | Марина Гусева         | Турнир проходил по нокаут-системе; результат финального матча 1,5:0,5.; бронзовые призёры — Лея Гарифуллина и Екатерина Гольцева                                                   |
| 13 | 17—24 декабря 2020         | Ханты-Мансийск             | Анастасия Боднарук   | Дарья Войт            | Турнир проходил по нокаут-системе; результат финального матча 1,5:0,5.; бронзовые призёры — Алина Бивол и Баира Кованова                                                           |
| 14 | 28 ноября — 5 декабря 2021 | Ханты-Мансийск             | Баира Кованова       | Екатерина Гольцева    | Турнир проходил по нокаут-системе; результат финального матча 2,5:1,5.; бронзовые призёры — Ольга Гиря и Маргарита Лысенко                                                         |
| 15 | 4—11 декабря 2022          | Ханты-Мансийск             | Ольга Гиря           | Елизавета Соложенкина | Турнир проходил по нокаут-системе; результат финального матча 1,5:0,5.; бронзовые призёры — Екатерина Борисова и Анна Шухман                                                       |
| 16 | 4—11 декабря 2023          | Ханты-Мансийск             | Баира Кованова       | Яна Жапова            | Турнир проходил по нокаут-системе; финальный матч закончился вничью, победитель был определён по итогам «Армагеддона» Бронзовые призёры — Екатерина Гольцева и Мария Якимова       |
| 17 | 10—17 декабря 2024         | Ханты-Мансийск             | Марина Корнева       | Дарья Войт            | Турнир проходил по нокаут-системе; финальный матч закончился вничью, победитель был определён по итогам «Армагеддона» Бронзовые призёры — Анна Журова и Маргарита Потапова         |